# Ermitage Sant'Onofrio (Serramonacesca)
L'ermitage Sant'Onofrio (italien : Eremo di Sant'Onofrio) est un ermitage catholique situé dans la commune de Serramonacesca, dans la Province de Pescara et la région des Abruzzes, en Italie.